# 1909年の音楽
1909年の音楽（1909ねんのおんがく）では、1909年（明治42年）の音楽分野の動向についてまとめる。

## 出来事
- 5月12日 - レオポルド・ストコフスキーがパリで指揮者としてデビュー。
- 11月28日 - セルゲイ・ラフマニノフのピアノ協奏曲第3番が ニューヨークで初演される。

## クラシック音楽
- アーノルド・バックス - 妖精の丘で

## 誕生
- 1月23日 - ヴィクター・ボーグ（、ピアニスト）（+ 2000年）
- 1月31日 - 海沼實（長野県、作曲家）（+ 1971年）
- 2月9日 - カルメン・ミランダ（→、サンバ歌手）（+ 1955年）
- 3月2日 - 渡邊浦人（青森県、作曲家）（+ 1994年）
- 5月27日 - 中野忠晴（愛媛県、歌手・作曲家）（+ 1970年）
- 5月30日 - ベニー・グッドマン（、ジャズ・クラリネット奏者）（+ 1996年）
- 8月10日 - レオ・フェンダー（、弦楽器・ギター・アンプ製作者）（+ 1991年）
- 8月11日 - 古関裕而（福島県、作曲家）（+ 1989年）
- 8月23日 - 斎藤一郎（千葉県、作曲家）（+ 1979年）
- 8月27日 - レスター・ヤング（、テナーサックス奏者）（+ 1959年）
- 8月31日 - 水島早苗（鹿児島県、ジャズボーカリスト）（+ 1978年）
- 10月31日 - 福井文彦（宮城県、作曲家）（+ 1976年）